# Distretto di Pynes Town
Il distretto di Pynes Town è un distretto della Liberia facente parte della contea di Sinoe.